# لایت (آرکانزاس)
لایت (به انگلیسی: Light) یک منطقهٔ مسکونی در ایالات متحده آمریکا است که در آرکانزاس واقع شده‌است. لایت ۷۹٫۸۶ متر بالاتر از سطح دریا واقع شده‌است.